# Трипларіс суринамський
Трипларіс суринамський (Triplaris surinamensis) — вид рослин родини гречкові.

## Будова

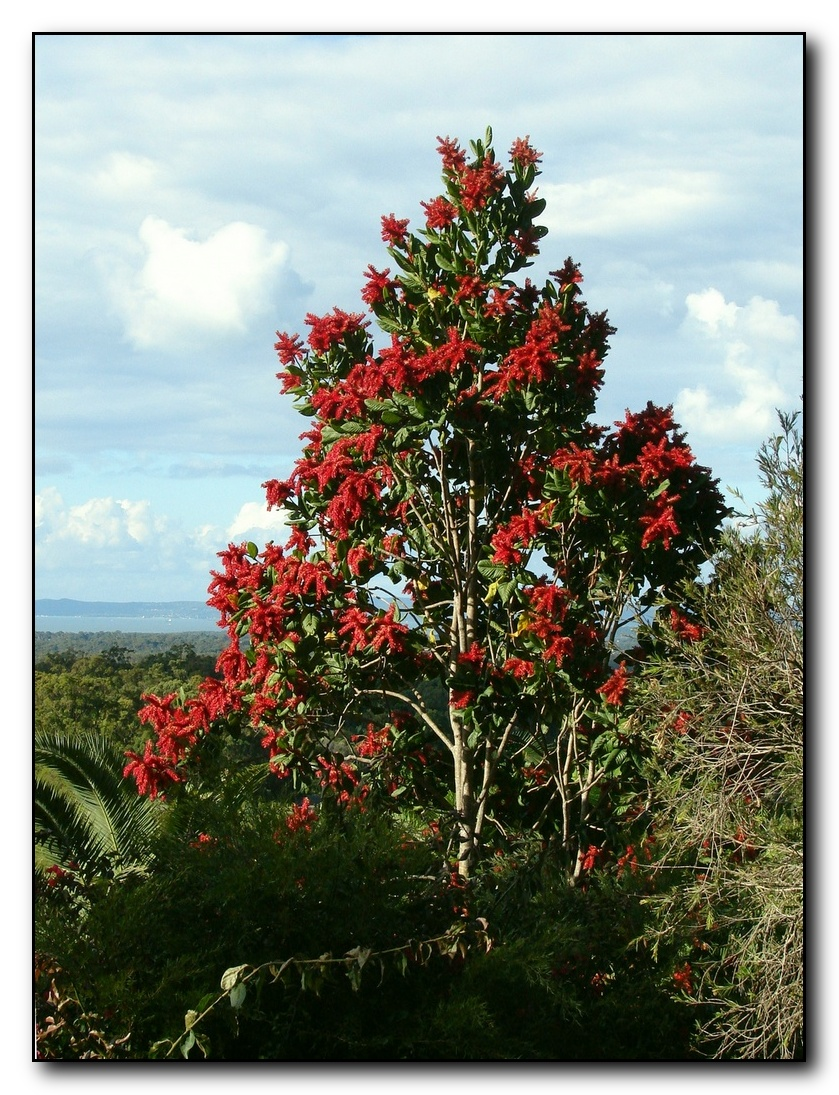
Дерево з жіночими квітами

Тропічне нерозлоге дерево, що швидко росте, досягаючи до 35 м висоти. Велике листя має жовто-коричневі волосинки на прожилках нижньої частини листка. Чоловічі білі дрібні квіти організовані у великі суцвіття. Жіночі мають пурпурове забарвлення і теж ростуть у великих суцвіттях. Квітки протилежних статей ростуть на різних деревах. Плід має три крила для розповсюдження вітром.

## Поширення та середовище існування
Росте у Південній Америці в басейні Амазонки. Росте на вологих ґрунтах, узбережжі водних шляхів.

## Практичне використання
Вирощується для озеленення.